# Herb Malawi

Herb Malawi

Herb Malawi bazuje na wcześniejszym herbie Niasy. Tarcza herbowa jest trójdzielna w pas. W polu pierwszym górnym  błękitno-srebrne faliste linie. W polu drugim środkowym czerwonym złoty idący lew. W podstawie (pole trzecie) – w polu czarnym wschodzące złote promieniste słońce. Tarcza herbowa podtrzymywana jest przez lwa i lamparta. Na dole znajduje się wstęga z napisem Unity and Freedom (z ang. Jedność i wolność).

## Historia

Brytyjska Afryka Centralna 1893–1907
Nyasaland 1914–1925
Nyasaland 1925–1964
Federacja Rodezji i Niasy 1953–1963